# Heilig Kreuz (Kreuzholzhausen)

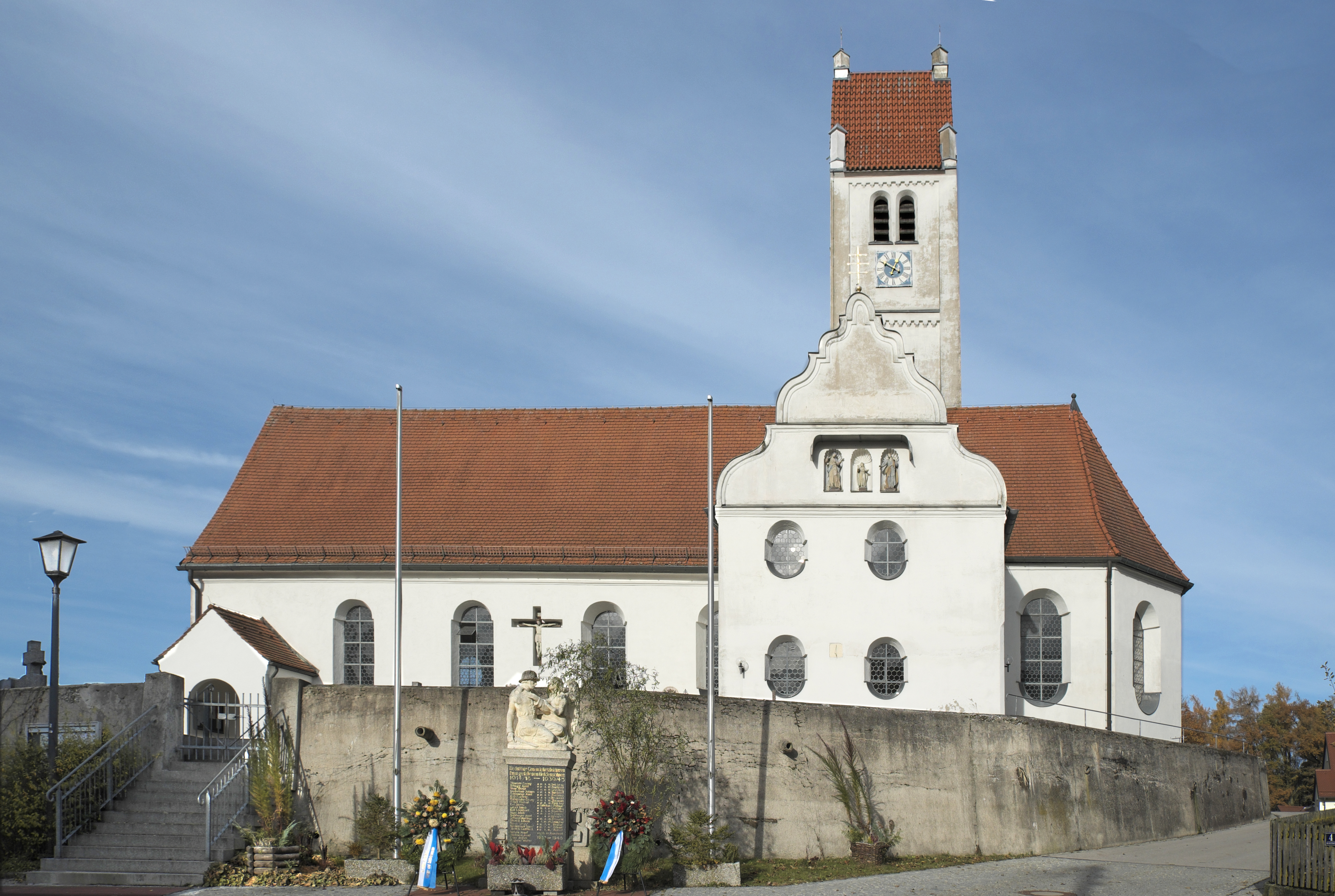
Heilig-Kreuz-Kirche in Kreuzholzhausen von Süden (2016)

Die römisch-katholische Pfarrkirche Heilig Kreuz, eine ehemalige Wallfahrtskirche, steht auf dem ummauerten Kirchfriedhof von Kreuzholzhausen, einem Gemeindeteil von Bergkirchen im oberbayerischen Landkreis Dachau (Adresse: Am Kirchberg 11). Die Kirche steht unter Denkmalschutz und ist in der Liste der Baudenkmäler in Bergkirchen unter der Nr. D-1-74-113-16 eingetragen. Die Pfarrei gehört zum Pfarrverband Bergkirchen-Schwabhausen im Dekanat Dachau des Erzbistums München und Freising.

## Beschreibung
Im Jahr 770 wurde in „Holzhausen“ erstmals eine St.-Michaels-Kirche erwähnt. Eine Urkunde benennt 1329 Holzhausen als einen Kirchenort mit dem Patrozinium Heiligkreuz („ecclesia s. crucis in Holczhawsen“). Die in der Matrikel genannte Kirche soll 1288 gebaut worden sein. Das Baujahr der heutigen Kirche ist ungewiss und wird auf etwa 1600 datiert. Die im Kern spätgotische Saalkirche wurde nach Beschädigungen durch Kampfhandlungen im Dreißigjährigen Krieg 1663 erneuert, dabei umgebaut und auf 250 Plätze verlängert. Sie ist geostet und besteht aus einem Langhaus zu fünf Jochen, das 1722/23 erhöht und mit einem neuen Dach ausgestattet wurde, einem eingezogenen, dreiseitig geschlossenen Chor, einem 1666 aufgestockten Chorflankenturm an der Nordwand und einer Sakristei mit Schweifgiebel an der Südwand des Chors, in deren Obergeschoss sich ein Oratorium befindet. In der Giebelnische stehen drei Figuren der Heiligen Familie, die vorher auf dem linken Seitenaltar in der Kirche gestanden hatten. 1663 wurde an der Nordseite des Langhauses eine Bruderschaftskapelle angebaut, in der die um diese Zeit gegründeten Bruderschaften, eine Rosenkranzbruderschaft und eine Kreuzbruderschaft, ihre Gottesdienste hielten. In der Kapelle steht heute der gemauerte und verputzte Taufstein aus der zweiten Hälfte des 18. Jahrhunderts, auf dessen rot-weiß marmoriertem Holzdeckel eine 50 cm hohe Holzskulptur die Taufe Jesu durch Johannes den Täufer zeigt.
Ein Vorbau an der Südwand des Langhauses führt zum Portal. Wegen der florierenden Wallfahrt und mit den dadurch erzielten Einkünften war es möglich, die Kirche 1722/23 innen im Barockstil auszugestalten.
Der Innenraum des Langhauses ist mit einem Tonnengewölbe überspannt. Die Fresken an der Decke wurden 1722 eingebracht. An der Westseite besitzt die Kirche zwei übereinander liegende Emporen. Der Hochaltar mit einem Bild der Kreuzauffindung durch die hl. Helena auf dem Altarblatt wurde um 1740 aufgestellt; er wurde von den Dachauer Künstlern Nikolaus Prugger (Kunstschreiner), Bartholomäus Schuhpaur (Bildhauer) und Franz Mayr (Maler) gestaltet. Der Zelebrationsaltar stand ursprünglich in der Bruderschaftskapelle und wurde 1970 im Zuge der Liturgiereform des Zweiten Vatikanischen Konzils in die Kirche übertragen. Er steht in Höhe des Choreinzugs und wird flankiert von den beiden reich im Rokokostil verzierten hohen Seitenaltären aus der Zeit um 1710. In der Nische des linken Altars steht eine gekrönte Statue der Madonna mit Kind, im Retabel des rechten Altars hängt eine Nachbildung des romanischen Forstenrieder Kreuzes.
An der Nordwand hängt eine um 1760 entstandene Rokoko-Kanzel, die von der Bruderschaftskapelle aus begangen werden kann. Am elegant geschwungenen Kanzelkorb befinden sich Gemälde der Apostel Petrus und Paulus, dazwischen des Guten Hirten.
Ein Werkzyklus von 1723 über das Leiden und den Kreuzestod von Jesus Christus ist über die Kirche verteilt.

## Orgel
Die Orgel steht auf der oberen Empore an der Westwand der Kirche. Das Instrument hat acht Register auf einem Manual und Pedal und wurde 1905 von Willibald Siemann (München/Regensburg) mit einem neubarocken Prospekt erbaut. Es ersetzte eine Orgel, die um 1735 entstanden war und nach St. Martin in Unterbachern übertragen wurde. Heute ist dort nur noch das Régence-Gehäuse erhalten. Die Disposition des pneumatischen Kegelladen-Instruments hier lautet:
| Manual C–f3 |       |
| Principal   | 8′    |
| Salicional  | 8′    |
| Gamba       | 8′    |
| Gedackt     | 8′    |
| Octav       | 4′    |
| Mixtur      | 2 ⁄3′ |

| Pedal C–d1 |     |
| Subbass    | 16′ |
| Violonbass | 08′ |

- Koppeln: M/P, Superoktavkoppel